# Pruha József
Pruha József  (Kispest, 1930 –) magyar hivatásos katona, ejtőernyős sportoló, oktató.

## Életpálya
1945–1948 között a Kőbányai Textilgyárban dolgozott, ezután ejtőernyős tanfolyamot végzett (Szabadságharcos Szövetség) és hivatásos katona lett. 1952–1953 között a Szovjetunióban járt Katonai Akadémiára. A székesfehérvári felderítő zászlóalj parancsnoka lett, majd a Honvédelmi Minisztériumban (HM) a Repülő Szövetség Ejtőernyős alosztályának vezetőjévé nevezték ki. 1956-ban a forradalmárok oldalán tevékenykedett. Többször letartóztatták, börtönbe zárták. Kiszabadulását követően több erdészetnél favágással, termelés irányítással foglalkozott.

## Sportegyesületei
- Magyar Repülő Szövetség (MRSZ)

## Sporteredmények

### Magassági csúcs 6270
A Magyar Önkéntes Honvédelmi Szövetség hét ejtőernyős sportolója 1955 májusában rekord kísérletet hajtottak végre. Rónai Mihály csapatkapitány, Tóth Jenő, Pruha József, Dézsi Gábor, Magyar Miklós, Gyulai György és Hollósi Lajos a Malév utasszállító gépének segítségével Kapitány István pilóta rekordmagasságba emelkedett. A sportolók mindegyike eddig több mint háromszáz zuhanóugrást hajtott végre. A magasságmérő készülék grafikonja 6270 métert mutat. Az ugrók 250 kilométeres sebességgel zuhantak a föld felé, áttörve a felhőréteget. Közel kétperces szabadesés után 600 méter földközelben lobbantak az ernyők. A hét ugró a Szovjetunió után a világ második legjobb csoportos eredményét érte el. 

### Magyar bajnokság
- 1953-ban az I. Országos Ejtőernyős Bajnokságon
  - célba ugrás 600 méterről, 100 méteres sugarú körbe ezüstérmes pécsi csapat oktatója,
  - csapat összetett verseny bronzérmes 12 fős pécsi csapat oktatója,
    - célba ugrás 600 méterről, 100 méteres sugarú körbe ezüstérmese,
    - zuhanás, 1500 méterről, 20 másodperce késleltetéssel szám ezüstérmese,
    - vízbe célba ugrás szám ezüstérmese,
- 1954-ben a II. Országos Ejtőernyős Bajnokságon
  - az 1000 méteres kombinált ugrásban harmadik,
  - összetettben ezüstérmes,

## Külső hivatkozások
- Pruha József. filmintezet.hu. (Hozzáférés: 2011. december 26.)
- [www.eorsilaszlo.hu/eorsilaszlo.hu/el/portrek/49.doc Pruha József]. eorsilaszlo.hu. (Hozzáférés: 2011. december 26.)
- [www.vorosmeteor.hu/szakirodalom/03/05jegyzet/.../04hirl01.pdf Pruha József]. vorosmeteor.hu. (Hozzáférés: 2011. december 26.)